# くりちゃんバス
くりちゃんバスは、滋賀県栗東市で運行しているコミュニティバスである。ここでは、草津・栗東くるっとバス（くさつ・りっとうくるっとバス）についても解説する。

## 概要
栗東町内（当時）を運行した路線バスの廃止代替バスとして登場し、市外（草津市方面）へ運行する路線も設定されている。なお、金勝地区の一部（後述）はタクシー車両で運行するため、「くりちゃんタクシー」と呼ばれる。

## 歴史
- 2003年（平成15年）5月1日：くりちゃんバスの運行を開始（大宝循環線、草津駅・手原線、宅屋線、葉山循環線、治田循環線、金勝循環線と美之郷・成谷・東坂の各支線）。
- 2004年（平成16年）

5月1日：金勝循環線の支線を増設（観音寺・走井・浅柄野の各支線）し、宅屋線を「草津駅西口」停留所まで延伸する。また、葉山循環線のルートを変更。全路線が休日の運行を取り止める。
10月1日：草津駅・手原線、治田循環線の運行ルート見直し。「なごやかセンター」停留所まで延伸する。
- 2005年（平成17年）5月1日：大宝循環線、葉山循環線、治田循環線の運行ルートを見直し。大宝循環線と葉山循環線は「なごやかセンター」停留所、治田循環線は「リバティーヒル下戸山」停留所まで延伸する。金勝循環線の予約締切時間を「乗車1時間前まで」から「乗車30分前まで」に変更する。
- 2006年（平成18年）10月1日：金勝循環線の運行方法を改善し、予約のない停留所の経由を取止める。宅屋線の運行ルートの変更（道路整備のため）、治田循環線の運行経路を朝・夕に限り変更する。
- 2007年（平成19年）10月1日：金勝循環線の運行サービスを改善。一部を「フレンドマート」停留所まで延伸し、これに併せて運行ルート見直しを実施。また、これまで有料となっていた予約電話の無料化（フリーダイヤル制の導入）を実施する。
- 2008年（平成20年）10月1日：全路線で運行ダイヤの見直しを行い、早朝・晩の運行を減便。併せて、土曜・休日の運行を取り止める。
- 2009年（平成21年）10月1日：治田循環線の運行ルート・ダイヤを見直し。「下戸山市営住宅」、「済生会病院」の各停留所まで延伸する。
- 2011年（平成23年）10月1日：運行路線の統合（「大宝循環線と宅屋線」、「葉山循環線と治田循環線」）を行い、運行ルート・ダイヤの見直し。大宝循環線の「なごやかセンター - 栗東駅西口」、治田循環線の「なごやかセンター - 栗東農協」を廃止。これに併せて、宅屋線の「草津駅西口」停留所への乗入れも廃止となる。
- 2012年（平成24年）7月1日：葉山循環線と治田循環線のダイヤを見直し。葉山循環線は「平和堂栗東店前」（現在の「フレンドマート栗東店」）と「市役所前」の各停留所を経由するようになる。
- 2013年（平成25年）10月1日：大宝循環線と宅屋線を「まめバス（草津市）」の路線と統合。両路線に「草津・栗東くるっとバス」という愛称が設けられ、路線管理はまめバス（草津市）に移管された。併せて、運行ルート・ダイヤの見直しを実施したため、宅屋線の「草津駅西口」停留所への乗入れが復活した[注 1]。
- 2015年（平成27年）

4月1日：葉山循環線と治田循環線の運行車両をワゴン車（トヨタ・ハイエース）に変更する。
10月1日：金勝循環線の運行サービスを見直し。金勝循環線と各支線の全便が「フレンドマート」停留所に停車するようになる。
- 2016年（平成27年）10月1日：宅屋線の運行ルート・ダイヤを見直し。［済生会病院 - 守山駅東口］間を延伸し、路線愛称を「草津・栗東・守山くるっとバス」に改称する。
- 2017年（平成28年）4月1日：滋賀帝産グループで会社合併を行ったため、滋賀帝産グループへ委託運行していた路線の担当を帝産湖南交通に変更する。
- 2018年（平成29年）10月1日：大宝循環線の運行ルート・ダイヤ見直し。［栗東駅西口 - 守山駅東口］間を延伸し、路線愛称を「草津・栗東・守山くるっとバス」に再改称する。

この改正で「草津・栗東くるっとバス」という愛称は消滅し、同路線の［栗東駅東口 - ウイングプラザ前 - 綣三丁目 - 苅原東 - 苅原 - 花園 - 南橋 - 栗東駅西口］間が廃止となったため、「栗東駅東口」停留所への乗入れが消滅した。
- 2020年（令和2年）

4月1日：治田循環線と葉山循環線の運行ルート・ダイヤを見直し。治田循環線は路線名を治田金勝線に改称し、「レークヒル栗東」（新設）を経由するようになる。葉山循環線は「北尾団地」停留所への延伸運行を開始。また、同日から美之郷支線（金勝循環線）の経由地を「栗東診療所前」停留所（新設）に変更し、「西ヶ谷」停留所を廃止した。
10月1日：草津駅・手原線の運行ルート・ダイヤを見直し。「LEJ前」停留所の新設に伴う経路変更を実施する。

## 運賃制度
運賃
- 大人：200円、子供（小学生以下）：100円

障害者は半額（要手帳提示）。なお、市外区間の［草津駅 - 日の出町］間（草津市）も同額である。
回数券
- 2,000円（100円券 22枚綴り）、1,000円（50円券 22枚綴り）

ともに、バス車内で販売。なお、定期券の取り扱いはない。
乗継制度（乗継割引）

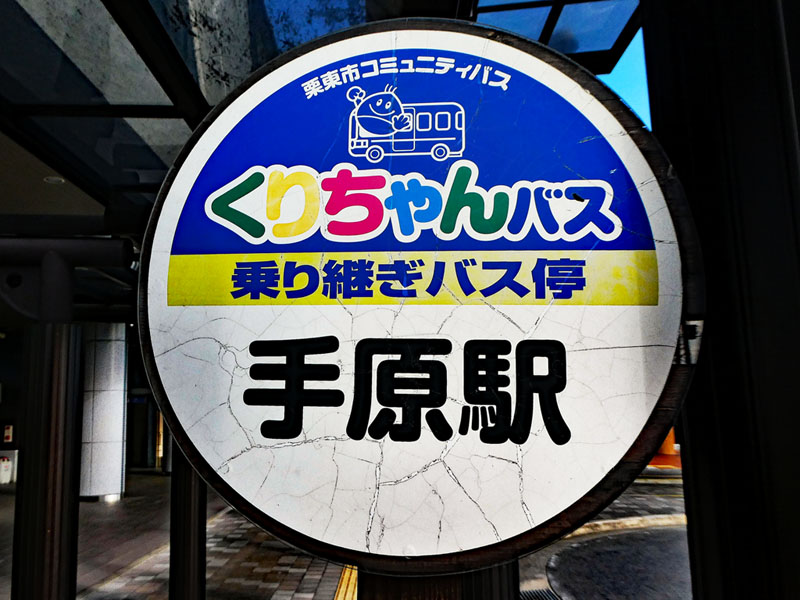
くりちゃんバス（栗東市コミュニティバス）の乗り継ぎバス停

下記の各停留所で乗り継ぎを行う場合は、降車の際にその旨を乗務員に告げると乗継券（乗継ぎ先で使用することができる割引乗車券）が発行される。ただし、「滋賀バスへの乗継ぎ」と「民営バスどうしの乗継ぎ」で当券を使用することはできず、乗継ぎ先で（当券の）再発行を受けることもできない。
対象となる停留所は下記のとおり。なお、バス車内では「乗り継ぎ指定バス停です」というアナウンスがあり、それに該当するバス停の看板には「乗り継ぎバス停」という表記がある。
1. 栗東駅西口
2. 栗東駅東口
3. 済生会病院
4. 手原駅
5. 市役所前
6. 栗東運動公園
7. 栗東農協
8. 栗東郵便局前
9. 中村
10. フレンドマート
11. 西住宅
12. コミュニティセンター金勝

## 路線
栗東市内を運行する路線が設定されているが、草津駅・手原線は草津市内に乗り入れる。各路線とも、土曜・日曜・祝日と年末年始（12月29日から翌年1月3日）は全便が運休する。金勝循環線は帝産タクシー滋賀に、その他の路線は帝産湖南交通（2017年3月まで帝産観光バス滋賀）にそれぞれ運行を委託している。なお、過去には近江鉄道バスに委託した路線もあった。
栗東市内を経由する草津・栗東・守山くるっとバス（くさつ・りっとう・もりやまくるっとバス）の詳細は「まめバス（草津市）」を参照されたい。

### 現行路線

#### 草津駅・手原線
- 草津駅 - （この間無停車） - 日の出町 - 小柿口 - 湖南平団地 - 苅原 - 綣三丁目 - 栗東駅東口 - 綣三丁目 - 栗東工場団地前 - （積水ハウス前 - 野尻 - 積水化学前 - 野尻 - 積水ハウス前 - ）下鈎口 - LEJ前 - 手原四丁目 - 手原駅 - フレンドマート栗東店 - 市役所前 - 栗東農協 - 栗東郵便局前 - 東部住宅 - （コミュニティーセンター治田東 → ）なごやかセンター

備考
帝産湖南交通（旧：帝産観光バス滋賀）が受託し、小型バスで運行する。
栗東駅東口始終着が朝晩に2往復、市役所前始終着が夕方に1往復ずつ設定されている。
栗東積水工業（現在の西日本積水工業。対象区間は［積水ハウス前 - 野尻 - 積水化学前 - 野尻 - 積水ハウス前］間）を経由する便は、全体の半数程度である。
当路線は草津市内へ乗り入れる路線であるが、「草津・栗東くるっとバス」という愛称を（2013年10月1日に）制定する前から草津市内への乗り入れを行っているため、その対象から外れている。
注記
［草津駅 - 日の出町］間は市外区間を走行するが、経路内にある各停留所（草津駅始発は「渋川口」、草津駅行きは「大路」）は通過する。
「栗東郵便局前」停留所の旧称は「栗東バスターミナル」であり、なごやかセンター行きはこのターミナル内に停留所を設けていたが、同ターミナルの閉鎖後はなごやかセンター方面行きの停留所が移設された。

#### 葉山循環線
- 済生会病院 - 大橋三丁目（ ← 宅屋口） - 県道宅屋口 - 高野郵便局前 - コミュニティセンター葉山 - 小坂 - 高野神社前 - 林北 - 今土公民館前 - 新善光寺口 - 日向山 - 日本電産前 - 北尾団地 - 六地蔵団地 - 旧和中散本舗 - 葉山東小学校前 - 小野東町 - 小野 - 手原二丁目 - 手原駅 - フレンドマート栗東店 - 市役所前 - フレンドマート栗東店 - 手原四丁目 - 済生会病院

備考
帝産湖南交通（旧：帝産観光バス滋賀）が受託し、ワゴン車で運行する。
「→」方向が右回り、「←」方向が左回り。

#### 治田金勝線
- コミュニティーセンター金勝 - 雨丸 - ルモンタウン - 美之郷 - 園芸試験場前 - スターライト - 下戸山 - リバティーヒル下戸山 - 下戸山グリーンハイツ - 栗東運動公園 - 灰塚住宅口 - 栗東中学校 - 市役所前 - （栗東農協 - 〈コミュニティーセンター治田東 → 〉なごやかセンター〈 ← コミュニティーセンター治田東〉 - レークヒル栗東 - 栗東農協 - ）フレンドマート栗東店 - 手原駅 - 手原四丁目 - 済生会病院

備考
帝産湖南交通（旧：帝産観光バス滋賀）が受託し、ワゴン車で運行する。
なごやかセンターの開所時間帯はカッコ内（［栗東農協 - 〈コミュニティーセンター治田東 → 〉なごやかセンター〈 ← コミュニティーセンター治田東〉 - レークヒル栗東 - 栗東農協］間）を経由する。

#### 金勝循環線
- 美之郷線
  - コミュニティセンター金勝 → フレンドマート → ルモンタウン → 美之郷 → 園芸試験場前 → 駿風尞前 → 西住宅 → 栗東診療所前 → 事務所前 → フレンドマート → コミュニティセンター金勝
- 成谷線
  - コミュニティセンター金勝 → フレンドマート → 辻越 → 上田 → 井上 → 成谷 → 目相 → 片山 → 大野神社 → フレンドマート → コミュニティセンター金勝
- 東坂線
  - コミュニティセンター金勝 → フレンドマート → 辻越 → 蔵町 → 八王子 → 東部工業団地前 → 東坂 → 蔵町 → 辻越 → フレンドマート → コミュニティセンター金勝
- 観音寺線
  - コミュニティセンター金勝 → フレンドマート  → 井上公民館前 →  観音寺 → 井上公民館前 → フレンドマート → コミュニティセンター金勝
- 走井線
  - コミュニティセンター金勝 → フレンドマート  → 走井 → フレンドマート  → コミュニティセンター金勝
- 浅柄野線
  - コミュニティセンター金勝 → フレンドマート  →  浅柄野公民館前 → 浅柄野南山 →  浅柄野公民館前 → 美之郷 → フレンドマート  → コミュニティセンター金勝

備考
各路線とも帝産タクシー滋賀が受託するが、デマンド運行のため、30分前までに事前予約が必要（2台以上が必要となる場合は前日までに予約）。
金勝循環線はすべての路線でタクシー車両を使用しているため、「くりちゃんタクシー」と呼ばれる。
「フレンドマート」は「フレンドマート栗東御園店」のことを指す。

### 廃止路線

#### 治田循環線
- 済生会病院 - 手原四丁目 - 手原駅 - 平和堂栗東店前 - 市役所前 - 栗東農協 - 栗東バスターミナル - （コミュニティーセンター治田東 → ）なごやかセンター（ ← コミュニティーセンター治田東）  -  図書館・博物館前 - 栗東ニューハイツ - 赤坂団地 - 赤坂公園 - 日吉ヶ丘 - 上砥山西 - 下戸山口 - 下戸山 - 下戸山宮ヶ谷 - バードタウン栗東 - リバティーヒル下戸山 - バードタウン栗東 - 下戸山宮ヶ谷 - 下戸山南口 - 下戸山親交 - 下戸山グリーンハイツ - 栗東運動公園 - 栗東給食センター前 - 栗東中学校 - 市役所前 - 平和堂栗東店前 - 手原駅 - 手原四丁目 - 済生会病院

備考
帝産観光バス滋賀（現在の帝産湖南交通）が受託し、ワゴン車で運行していた。
「→」方向が右回り、「←」方向が左回り。
「なごやかセンター」停留所を経由する路線であるが、当路線は同停留所を始終着としていないため、両方向とも「コミュニティーセンター治田東」停留所を経由していた。
経路見直しに伴い、循環運転を廃止したうえで路線名と運行経路を変更した。

#### 大宝循環線
［登場時］
- 栗東駅西口 - 大宝郵便局前 - 大宝郵便局西 - ネーブル大宝店前 - 霊仙寺 - 小平井口 - コミュニティーセンター大宝西 - 霊仙寺住宅 - 十里口 - ひだまりの家 - 小平井口 - 霊仙寺 - 花園 - （下鈎橋 → ）栗東工場団地前 - 下鈎 - 下鈎口 - 手原四丁目 - 手原駅 - 平和堂栗東店前 - 市役所前 - 栗東農協 - 栗東バスターミナル - 東部住宅 - （コミュニティーセンター治田東 → ）なごやかセンター

備考
「→」方向が右回り、「←」方向が左回り。
［路線再編後］（草津・栗東くるっとバス）
- 栗東駅東口 - ウイングプラザ前 - 綣三丁目 - 苅原東 - 苅原 - 花園 - 南橋 - 栗東駅西口 - 大宝郵便局前 - 大宝郵便局西 - 新霊仙寺橋 - 霊仙寺 - 小平井口 - コミュニティーセンター大宝西 - 霊仙寺住宅 - 十里口 - ひだまりの家 - 草津ハートセンター - 富田クリニック - マックスバリュ駒井沢 - 小平井口 - 小平井一区 - 小平井 - 小平井団地 - スダレ西児童遊園 - 新平井橋 - 平井会館 - 草津年金事務所 - 野村一丁目 - 草津エストピアホテル前 - 草津駅西口

備考
近江鉄道バスが受託し、ワゴン車で運行していた。
路線延伸等により草津・栗東・守山くるっとバス（まめバス (草津市)を参照）に再発展したため、運行設定が消滅した。

#### 宅屋線
[登場時]
- 栗東駅西口 - 南橋 - 苅原東 - 綣三丁目 - 栗東駅東口 - さきら前 - 大宝保育園前 - 大宝東小学校前 - アグリの郷 - やすらぎの家 - 済生会病院前 - 済生会病院
- 栗東駅西口 - 南橋 - 苅原東 - 綣三丁目 - 栗東駅東口 - ウイングプラザ前 - 大宝東小学校前 - アグリの郷 - 宅屋口 - 済生会病院前 - 済生会病院

[路線再編後]（草津・栗東くるっとバス）
- 済生会病院 - 済生会病院前 - 宅屋口 - やすらぎの家 - アグリの郷 - 大宝東小学校前 - 大宝保育園前 - さきら前 - 栗東駅東口 - 綣三丁目 - ウイングプラザ前 - 花園 - 市川原 - 県道笠川 - 葉山川橋 - 草津東高校北 - 新平井橋 - 平井会館前 - 社会保険事務所西 - 野村一丁目 - 草津駅西口

備考
近江鉄道バスが受託し、小型バスで運行していた。
路線延伸等により草津・栗東・守山くるっとバス（まめバス (草津市)を参照）に再発展したため、運行設定が消滅した。

## 車両
ここでは「くりちゃんバス」の運用に使用する車両と「くりちゃんタクシー」の運用に使用する車両を解説する。なお、現行および引退に関する区分は行わない。

### くりちゃんバス
- 三菱ふそう・ローザ
  - 帝産に在籍。
    - 当初は1台だけ在籍し、同車は後に黄色の単色塗装となった。かつては治田循環線の運行を担当していたが、末期はまめバス（草津市）の予備車に転用された。
    - 2017年と2020年に紫の単色塗装車が1台ずつ増備され、三菱ふそう・エアロミディMJのうち1台を置き換えた。なお、増備車は草津駅・手原線の運行を担当している。
- 三菱ふそう・エアロミディME
  - 近江・帝産の両事業者に在籍。
    - 近江は桃色の単色塗装車とライオンズカラー（白地に青・赤・緑）が1台ずつ在籍し、大宝循環線と宅屋線の運行を担当した。両路線とも「草津・栗東・守山くるっとバス」に移行したが、単色塗装車はこの運行を担当することがある。なお、ライオンズカラーはまめバス（草津市）の予備車に転用された。
    - 帝産は標準色が1台だけ在籍し、葉山循環線の運行を担当していた。しかし、同路線に使用する車両がワゴン車（トヨタ・ハイエース）に置き換えられたため、予備車へ降格した。
- 三菱ふそう・エアロミディMJ
  - 近江・帝産の両事業者に在籍。
    - 近江はP-MJ527Fが予備車として在籍していた（同車は除籍済み）。
    - 帝産は紫の単色ラッピング車が2台在籍し、草津駅・手原線の運行を担当していたが、うち1台は車両置き換えにより同路線の運用から離脱した。離脱車はラッピングを解除し、帝産湖南交通の一般路線運用に転用された。
- トヨタ・ハイエース
  - 帝産に在籍。
    - 葉山循環線（バス車を置換え）、治田金勝線専属車。
- 日産ディーゼル・スペースランナーRM
  - 近江に在籍していた。
    - P-RM81系が宅屋線の専属車として運行していた（車両置き換えのため、除籍済み）。

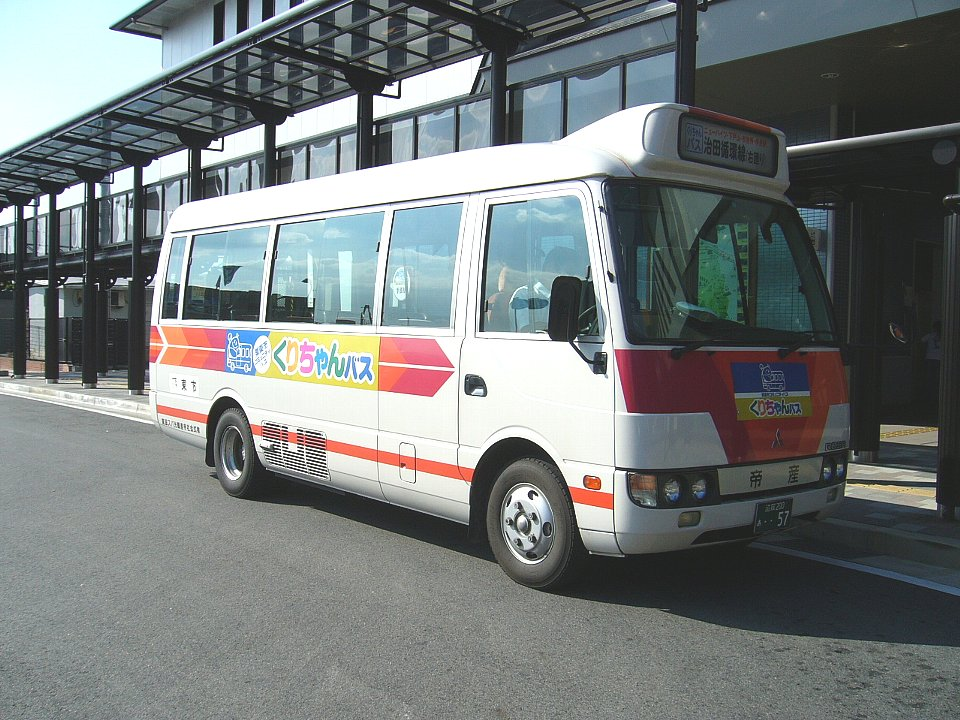
三菱ふそう・ローザ（帝産観光バス滋賀（現在の帝産湖南交通）在籍車。後に黄色の単色塗装に変更）
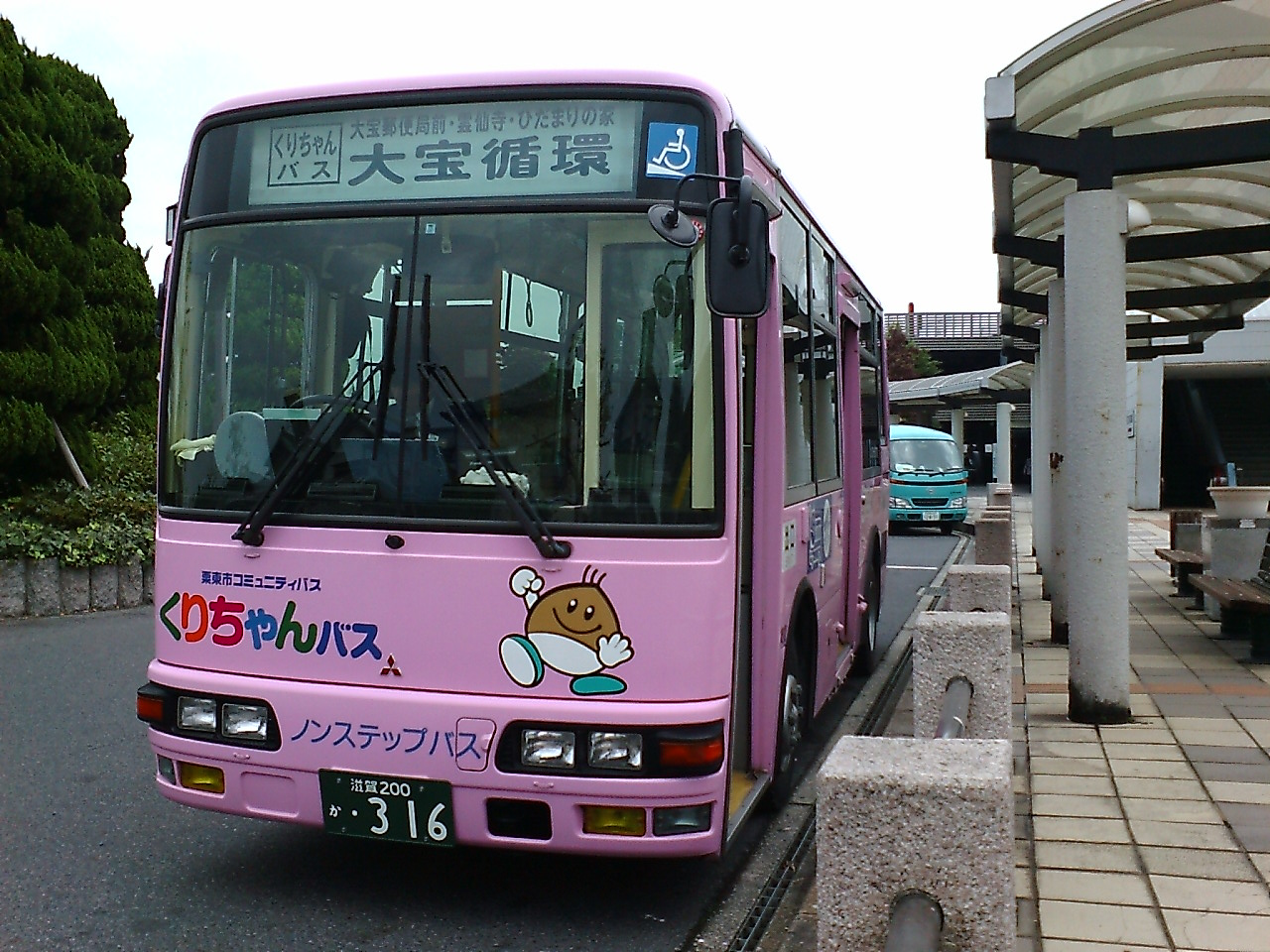
三菱ふそう・エアロミディME（近江鉄道在籍車）
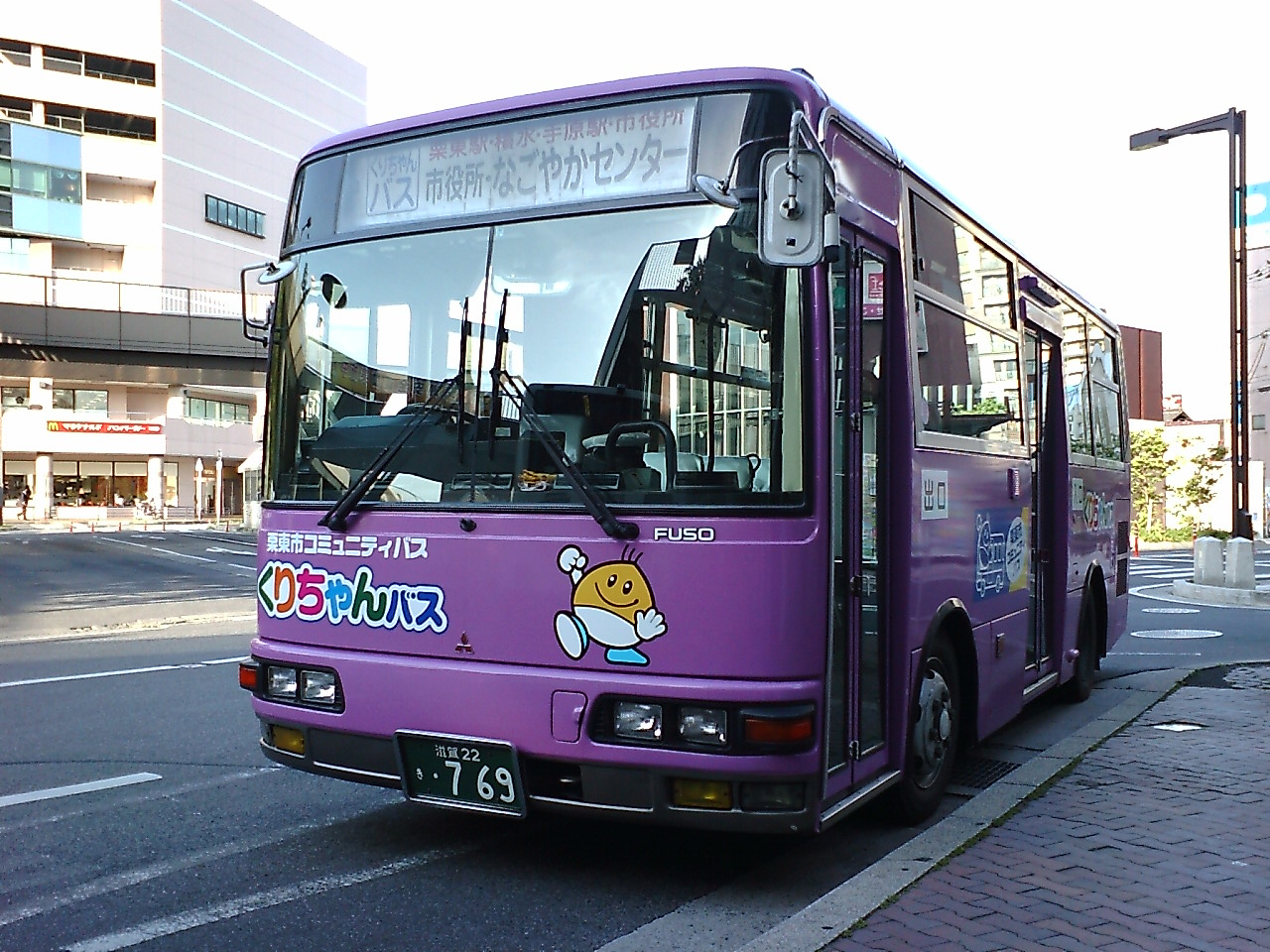
三菱ふそう・エアロミディMJ（帝産観光バス滋賀（現在の帝産湖南交通）在籍車）

### くりちゃんタクシー
- トヨタ・コンフォート
  - 受託運行する帝産タクシー滋賀に在籍。金勝循環線として運行する各路線を担当する。